# Хортачки манастир
Хортачкият манастир „Свето Преображение Господне“ (на гръцки: Ιερά Μονή Μεταμόρφωσης του Σωτήρος Χορταΐτου, Μονή Χορταϊτισας) е средновековен женски манастир в солунското село Хортач (Хортиатис), Гърция, част от Неаполската и Ставруполска епархия.
Манастирът е основан в XI век и е бил посветен на Пресвета Богородица. Известен е по писмени източници. В селото близо до манастира има останки от укрепленията му и е запазена църквата „Преображение Господне“ от XI век, която вероятно е била гробищният му храм.
В 1961 година митрополит Пантелеймон I Солунски открива малка църква, южно от селото. В 1978 година манастирът става женски и минава в юрисдикцията на новооснованата Неаполска и Ставруполска епархия. В 1988 година е започнат строежът на нов католикон „Въведение Богородично“ – осмоъгълен храм. Манастирът има и два параклиса, посветени на Светата Троица и Преображение.